# Langnese (Eismarke)

Aktuelles Markenlogo

Langnese [laŋˈne:zə] ist eine Marke für Speiseeis der Unilever-Gruppe.

## Geschichte
Der Kaufmann Karl Rolf Seyferth suchte 1927 im Hamburger Fremdenblatt einen Markennamen für seine bestehende „Deutsch-Chinesische Eisproduktionsgesellschaft“, die sich auch mit der Abfüllung und Vermarktung von Honig beschäftigte. Zu dieser Zeit gab es in Hamburg eine 1888 gegründete Biskuit-Fabrik des Exportkaufmanns Viktor Emil Heinrich Langnese. Noch im selben Jahr übernahm Seyferth das Unternehmen für 300 Reichsmark und sicherte sich so den Markennamen Langnese.
Karl Seyferth verkaufte 1936 sein Unternehmen an die Margarine-Verkaufs-Union. Diese ließ im Handelsregister in Berlin die Langnese-Eiskrem GmbH eintragen, die in der Folge neben Eis am Stiel auch Eis für Gaststätten und Konditoreien herstellte, bis das nach Kriegsbeginn nicht mehr möglich war.

Langnese-Markise (1965–1998) Dieses Markenzeichen wurde durch das von Unilever weltweit eingesetzte Herz ersetzt.

Nach dem Zweiten Weltkrieg wurde die Herstellung von Speiseeis im August 1948 wieder aufgenommen. Verkaufserfolge stellen sich aber erst 1953 ein, kurz bevor das Mutterunternehmen, das inzwischen als Margarine-Union AG firmierte, die Tochtergesellschaft schließen wollte. 1960 wurde die Produktion in eine neue Fabrik in Heppenheim verlagert.
Langnese wurde 1962 mit Iglo zur Langnese-Iglo GmbH innerhalb des Unilever-Konzerns vereinigt und das Honiggeschäft wurde in eine eigenständige GmbH & Co. KG ausgegliedert, die vom Oetker-Konzern übernommen wurde. Damit entstand die ungewöhnliche Situation, dass zwei konkurrierende Nahrungsmittel-Konzerne den gleichen Namen, allerdings für unterschiedliche Produkte und mit unterschiedlichen Schriftzügen und Markenemblemen, verwendeten. 
1985 wurde das Stammwerk in Hamburg-Wandsbek endgültig geschlossen. Im August 2005 wurde die Langnese-iglo GmbH ein Teil der Unilever Deutschland GmbH und fungiert seitdem nicht mehr als eigenständiges Unternehmen.

### Werbeauftritt
Langnese-Speiseeis wurde in Deutschland ab 1985 mit dem Reklamesong Like Ice in the Sunshine beworben. Seit 1994 wird auch mit dem eigens für Langnese komponierten Lied So schmeckt der Sommer von Edward Reekers geworben, das seit Winter 1996 auch mit dem abgewandelten Text So schmilzt der Winter verwendet wird.

## Markennamen außerhalb Deutschlands
Produkte der Unilever-Speiseeislinie werden in vielen Ländern unter anderen Markennamen verkauft, wobei die nach dem aktuellen Logo Heartbrand genannte Corporate Identity beibehalten wird. So heißt die Unilever-Speiseeislinie, durch frühere Zukäufe der Markennamen neben den beiden Marken Langnese bzw. Cremissimo in Deutschland, in anderen Ländern:
| Logo | Name              | Zuständigkeit |
| ---- | ----------------- | --- |
|      | Algida            | Albanien, Kosovo, Griechenland, Kroatien, Italien, Serbien, Nordmazedonien, Tschechien, Polen, Rumänien, Moldau, Russland, Slowakei, Türkei (als ALGİDA), Ungarn, Bulgarien und Zypern (in Nordzypern als ALGİDA) |
|      | Bresler           | Chile, Bolivien |
|      | Eskimo            | Kroatien, Österreich, Slowenien, Norwegen, Ungarn |
|      | Frigo             | Spanien |
|      | Frisko            | Dänemark |
|      | GB Glace          | Schweden |
|      | Glidat Strauss    | Israel |
|      | Good Humor        | Vereinigte Staaten |
|      | HB                | Irland |
|      | Helados La Fuente | Kolumbien |
|      | Holanda           | Mexiko |
|      | Ingman            | Finnland, Litauen, Estland |
|      | Inmarko           | Russland |
|      | Kibon             | Brasilien |
|      | Kwality Wall's    | Indien |
|      | Lusso             | Schweiz: 2005 wurde die Lusso Foods AG mit Sitz in Thayngen von der Unilever Schweiz GmbH mit Sitz in Thayngen übernommen und der Vertrieb an Frigemo übergeben.                                                  |
|      | Miko              | Ägypten (ميكو), Frankreich |
|      | Ola               | Belgien, Niederlande und Südafrika |
|      | Olá               | Portugal |
|      | Pingüino          | Ecuador |
|      | Selecta           | Philippinen |
|      | Streets           | Australien, Neuseeland |
|      | Tio Rico          | Venezuela |
|      | Wall's            | Vereinigtes Königreich (außer Nordirland), China, Indien, Indonesien, Malaysia, Singapur, Pakistan, Laos, Thailand, Vietnam, Kanada                                                                               |
|      | Wall's HB         | Nordirland |
|      | 和路雪            | Volksrepublik China |

In Italien war der Markenname bis in die 1990er Jahre Eldorado, anschließend wurde auf Algida umgestellt.

## Trivia
In drei Filmen des Regisseurs Edgar Wright, Shaun of the Dead, Hot Fuzz – Zwei abgewichste Profis und The World’s End, findet je eine Sorte der Eismarke Erwähnung, weshalb diese auch den Beinamen „Cornetto-Trilogie“ tragen.